# Dragi Stamenković
Dragi Stamenković (srbsko Драги Стаменковић), srbski politik in častnik, * 29. februar 1920, † 17. februar 2004.

## Življenjepis
Kot član KPJ od leta 1937 je bil eden od voditeljev NOG; med vojno je opravljal različne partijsko-politične dolžnosti.
Po vojni je bil predsednik Izvršnega sveta Srbije, član Predsedstva SFRJ,...